# Władcy Angoulême

## HrabiowieAngoulême

### Dynastia Taillefer
- 839–863: Turpion
- 863–866: Emenon
- 866–886: Wulgrin I
- 886–916: Alduin I
- 916–926: Ademar I
- 926–945: Wilhelm I
- 945–952: Arnold I
- 952–962: Wilhelm II
- 962–975: Renald I
- 975–987: Arnold II
- 987–1028: Wilhelm III
- 1028–1032: Alduin II
- 1032–1048: Godfryd
- 1048–1089: Fulko
- 1089–1118: Wilhelm IV
- 1118–1140: Wulgrin II
- 1140–1178: Wilhelm V
- 1178–1181: Wulgrin III
- 1181–1194: Wilhelm VI
- 1194–1203: Aimer
- 1203–1208: Matyld Taillefer

Herb hrabiów Angoulême

- 1219–1246: Izabela, również królowa Anglii

### Lusignanowie

Herb domu Lusignanów

- 1218–1246: Hugon I
- 1246–1260: Hugon II
- 1260–1282: Hugon III
- 1282–1303: Hugon IV
- 1303–1308: Gwidon
- 1308–1317: część Akwitanii

### Nadania królewskie

Herb hrabiów Angoulême z linii Valois-Orleans

- 1328–1349: Joanna II z Nawarry
- 1328–1343: Filip III z Nawarry
- 1350–1354: Karol de la Cerda
- 1356–1374: Jan I de Berry
- 1404–1407: Ludwik Orleański

- 1407–1467: Jan de Valois
- 1467–1496: Karol de Valois
- 1496–1515: Franciszek de Valois

## Książęta Angoulême (tytuł arystokratyczny)
- 1515–1531: Ludwika Sabaudzka
- 1540–1545: Karol
- 1551–1574: Henryk d’Anjou
- 1582–1619: Diana
- 1619–1650: Karol de Valois
- 1650–1653: Ludwik Emanuel de Valois
- 1653–1696: Franciszka Maria de Valois
- 1653–1654: Ludwik II
- 1675–1696: Elżbieta
- 1710–1714: Karol de Berry
- 1775–1824: Ludwik Antoni Burbon